# فرابوسا سوتانا
فرابوسا سوتانا (به ایتالیایی: Frabosa Sottana) یک کومونه در ایتالیا است که در استان کونیو واقع شده‌است.

## خصوصیات
فرابوسا سوتانا ۳۷٫۷ کیلومترمربع مساحت و ۱٬۶۰۵ نفر جمعیت دارد و ۶۴۱ متر بالاتر از سطح دریا واقع شده‌است.